# Drosophila nannoptera
Drosophila nannoptera är en tvåvingeart som beskrevs av Wheeler 1949. Drosophila nannoptera ingår i släktet Drosophila och familjen daggflugor.
Artens utbredningsområde är södra Mexiko.